# Harry Potter en de Geheime Kamer (film)
Harry Potter en de Geheime Kamer (oorspronkelijke titel: Harry Potter and the Chamber of Secrets) is een film uit 2002, gebaseerd op het gelijknamige boek van J.K. Rowling. De film werd uitgebracht op 3 november 2002 en werd net als het eerste deel geregisseerd door Chris Columbus en grotendeels opgenomen in de Leavesden Studios. De hoofdrollen waren opnieuw voor kindacteurs Daniel Radcliffe, Emma Watson en Rupert Grint. Nieuw zijn Kenneth Branagh als Gladianus Smalhart en Jason Isaacs als Lucius Malfidus. Oorspronkelijk was Hugh Grant gecast voor de rol van Smalhart, maar hij haakte op het laatste moment af vanwege een tekort aan tijd. Dit deel is wel het laatste waarin Richard Harris de rol van Professor Perkamentus speelt, hij overleed iets meer dan een week voor de première. Het script werd geschreven door Steve Kloves.
Vanwege het drukke tijdschema van componist John Williams kon hij de muziek voor deze film niet helemaal zelf afwerken, vandaar dat William Ross werd aangetrokken voor deze taak.
Met een lengte van 161 minuten is dit tweede deel voorlopig het langste deel uit de filmreeks. Op 16 oktober 2004 zond de Amerikaanse televisiezender ABC Family een verlengde versie van de film uit, met toegevoegde scènes.
Deze Harry Potterfilm is naast Harry Potter en de Orde van de Feniks de enige die niet is genomineerd voor een Oscar. Toch werd de film overwegend positief ontvangen: Rotten Tomatoes geeft de film een score van 83 uit 100 en op IMDb.com krijgt de film een score van 7,2 uit 10. Financieel gezien was de film een groot succes. In de Verenigde Staten bracht hij in het openingsweekend ongeveer 88 miljoen dollar op, destijds na het eerste deel van Harry Potter en Spider-Man de grootste opbrengst. Wereldwijd bracht hij meer dan 876 miljoen dollar op. Iets minder dan het vorige deel.

## Verhaal
Harry Potter heeft zomervakantie, maar moet die noodgedwongen bij zijn gemene Dreuzelfamilie doorbrengen. Gelukkig slaapt Harry niet meer in die oude, vieze, stoffige bezemkast onder de trap, maar in een echte slaapkamer. Zijn oom, Herman Duffeling krijgt een zakenman op bezoek, en daarom moet Harry net doen alsof hij niet bestaat. Harry wil zo snel mogelijk terug gaan naar zijn toverschool Zweinstein omdat hij het niet langer uithoudt, maar de huiself Dobby sluipt zijn huis in om hem te waarschuwen dat het gevaarlijk is om terug te gaan naar Zweinstein. Harry wil dat niet geloven, en zegt dat Zweinstein zijn thuis is. Daarom is hij vastberaden om terug te gaan naar Zweinstein. Ook heeft Dobby de brieven die Harry's vrienden naar hem hebben geschreven onderschept, en achtergehouden, zodat Harry misschien niet terug zou willen gaan naar Zweinstein. Harry is erg boos op Dobby. Maar Dobby heeft geen keus hierdoor, en moet het etentje van Harry's oom met de zakenman verpesten. Harry weet wat dit betekent, en probeert Dobby tegen te houden. Alleen als Harry toegeeft, zal Dobby stoppen. Maar Harry geeft niet toe, en Dobby gooit met zijn magische krachten een taart op de zakenvrouw die erbij is. Daarom maakt de oom van Harry tralies voor Harry's raam zodat Harry niet kan ontsnappen.
Op een nacht komen Harry's beste vriend Ron Wemel en zijn tweelingbroers Fred Wemel en George Wemel Harry uit zijn kamer bevrijden met een vliegende auto. Met een touw trekken ze de tralies van de muur af, en nemen ze Harry mee naar hun huis. Harry blijft bij de familie Wemel eten, en daarna gaan ze samen naar de Wegisweg voor alle spullen die nodig zijn op Zweinstein. Maar op Zweinstein vinden aanvallen plaats. Mensen, en ook dieren worden op mysterieuze wijze versteend. Niemand weet wie erachter zit. Wel is bekend dat dit 50 jaar geleden ook al eens gebeurd is en dat er destijds een dader gepakt is. De legende gaat dat er zich ergens binnen de school een Geheime Kamer bevindt. In deze kamer zou een slangenmonster wonen dat de aanvallen zou uitvoeren. Nu zijn de aanvallen vooral gericht op halfbloed-leerlingen. Dit zijn leerlingen waarvan een van de ouders een Dreuzel is, of waarvan beide ouders Dreuzels zijn, maar het kind een heks of tovenaar.
Harry Potter vindt een dagboek. Dit dagboek vertelt Harry wat er destijds gebeurde. De jongen die Harry volgt kon net als Harry met slangen praten. Doordat Harry's medescholieren erachter komen dat Harry ook een zogenoemde Sisseltong is, wordt Harry in eerste instantie verdacht van de aanvallen. Harry en zijn vrienden willen weten waar de kamer zich bevindt en wie die aanvallen uitvoert. Hun hoofdverdachte is Draco Malfidus, en ze brouwen uiteindelijk een illegale wisseldrank om in de gedaante van Kwast en Korzel te veranderen, en zo Draco te verhoren. Deze geeft echter toe niet de aanvallen te plegen.
Ze komen van professor Anderling te weten wat er zich in die kamer afspeelt. Door veel speurwerk van Hermelien Griffel komen ze erachter dat er een (basilisk) in de Kamer blijkt te zitten, en waar de Kamer zich bevindt. Maar voor Hermelien dit tegen Ron en Harry kan zeggen, wordt zij ook versteend door het slangenmonster.
Het mysterieuze dagboek blijkt van Marten Asmodom Vilijn te zijn. Marten Asmodom Vilijn is een anagram van "Mijn Naam Is Voldemort", Voldemort heeft al op jonge leeftijd een andere naam aangenomen omdat hij niet met zijn Dreuzelvader geassocieerd wilde worden.
Toch weet Harry de geheime kamer te vinden, en komt hij erachter hoe het slangenmonster leerlingen versteent. Het slangenmonster heeft grote gele ogen, en iedereen die in de ogen van de slang kijkt  wordt versteend. Ook komt Harry erachter wie Marten werkelijk is, en wat hij van plan is. Onder dwang van Marten (Voldemort) heeft Ginny Wemel, het zusje van Ron, de geheime kamer geopend, en Voldemort houdt haar daar gevangen. Langzaam maar zeker wordt haar levensenergie afgetapt door Voldemort, zodat hij weer kan herrijzen, maar dan zal Ginny sterven. Harry weet uiteindelijk de basilisk te verslaan met hulp van de feniks Felix van Professor Perkamentus en het zwaard van Goderic Griffoendor, de stichter van de afdeling van Harry. Maar Harry is gebeten door het slangenmonster, en het gif doet langzaam zijn werk. Met zijn allerlaatste kracht, pakt Harry de tand van het slangenmonster, en steekt hij die meerdere keren in het dagboek van Voldemort, waardoor Voldemort net op tijd vernietigd wordt voordat Ginny sterft, en Ginny wordt wakker uit haar slaap. De fenix van Perkamentus komt terug, en laat een paar tranen op Harry's wond vallen. De tranen van een Fenix hebben een geneeskrachtige werking, en hierdoor wordt het gif in Harry's lichaam vernietigd, en geneest de wond.
Later blijkt het vernietigde dagboek van Marten een Gruzielement te zijn. Dit is een deel van Voldemorts ziel.

## Rolverdeling
Indien van toepassing is ook de oorspronkelijke Engelse naam van het personage aangegeven.
| Acteur                 | Personage                                   | Nasynchronisatie Nederlands    | Nasynchronisatie Vlaams   |
| ---------------------- | ------------------------------------------- | ------------------------------ | ------------------------- |
| Daniel Radcliffe       | Harry Potter                                | Trevor Reekers                 | Stef Aerts                |
| Emma Watson            | Hermelien Griffel / Hermione Granger        | Eveline Beens                  | Isabeau Sas               |
| Rupert Grint           | Ron Wemel / Ron Weasley                     | Adriaan van Veldhuizen         | Wouter Hendrickx          |
| Sean Biggerstaff       | Olivier Plank / Oliver Wood                 | Mitchell van den Dungen Bille  | Michaël Pas               |
| David Bradley          | Argus Vilder / Argus Filch                  | Stan Limburg                   |                           |
| Kenneth Branagh        | Gladianus Smalhart / Gilderoy Lockhart      | Jeroen Keers                   |                           |
| Alfred Burke           | Armondo Wafelaar / Armando Dippet           | Stille rol                     | Stille rol                |
| John Cleese            | Haast Onthoofde Henk / Nearly Headless Nick | Edward Reekers                 |                           |
| Robbie Coltrane        | Rubeus Hagrid                               | Hans Hoekman                   | Dirk Denoyelle            |
| Christian Coulson      | Marten Vilijn / Tom Riddle                  | Tony Neef                      | Nico Sturm                |
| Alfred Enoch           | Daan Thomas / Dean Thomas                   |                                |                           |
| Tom Felton             | Draco Malfidus / Draco Malfoy               | Sander van der Poel            | Thomas Van Praet          |
| Julian Glover (stem)   | Aragog                                      |                                |                           |
| Robert Hardy           | Cornelis Droebel / Cornelius Fudge          | Jérôme Reehuis                 |                           |
| Richard Harris         | Albus Perkamentus / Albus Dumbledore        | Wim van Rooij                  | Ron Cornet                |
| Shirley Henderson      | Jammerende Jenny / Moaning Myrtle           | Marlies Somers                 |                           |
| Joshua Herdman         | Karel Kwast / Gregory Goyle                 |                                |                           |
| Jason Isaacs           | Lucius Malfidus / Lucius Malfoy             | Filip Bolluyt                  | Lucas Van den Eynde       |
| Gemma Jones            | Poppy Plijster / Poppy Pompfrey             | Lucie de Lange                 |                           |
| Toby Jones (stem)      | Dobby                                       | Bob van der Houven             | Chris Van den Durpel      |
| Matthew Lewis          | Marcel Lubbermans / Neville Longbottom      | Max Beens                      |                           |
| Miriam Margolyes       | Pomona Stronk / Pomona Sprout               | Beatrijs Sluijter              |                           |
| Hugh Mitchell          | Kasper Krauwel / Colin Creevey              |                                |                           |
| Devon Murray           | Simon Filister / Seamus Finnigan            |                                | Rob Teuwen                |
| Jim Norton             | Mr. Mason                                   | Stille rol                     | Stille rol                |
| James Phelps           | Fred Wemel / Fred Weasley                   | Willem Rebergen (beide rollen) | Jonas Wyns (beide rollen) |
| Oliver Phelps          | George Wemel / George Weasley               | Willem Rebergen (beide rollen) | Jonas Wyns (beide rollen) |
| Leslie Phillips (stem) | Sorteerhoed / Sorting Hat                   | Hero Muller                    |                           |
| Chris Rankin           | Percy Wemel / Percy Weasley                 | Rolf Koster                    |                           |
| Adrian Rawlins         | James Potter                                | Stille rol                     | Stille rol                |
| Alan Rickman           | Severus Sneep / Severus Snape               | Just Meijer                    | Vic De Wachter            |
| Maggie Smith           | Minerva Anderling / Minerva McGonagall      | Paula Majoor                   | Leah Thys                 |
| Geraldine Somerville   | Lily Potter                                 | Stille rol                     | Stille rol                |
| Julie Walters          | Molly Wemel / Molly Weasley                 | Karin Bloemen                  | Ann Van den Broeck        |
| Jamie Waylett          | Vincent Korzel / Vincent Crabbe             |                                |                           |
| Mark Williams          | Arthur Wemel / Arthur Weasley               | Jon van Eerd                   | Warre Borgmans            |
| Bonnie Wright          | Ginny Wemel / Ginny Weasley                 | Kirsten Fennis                 | Isabeau Sas               |
| Luke Youngblood        | Leo Jordaan / Lee Jordan                    |                                |                           |

## Achtergrond

### Productie
De opnamen voor deze tweede film begonnen op 19 november 2001, slechts drie dagen na de wereldwijde première van de eerste film. Er werd opgenomen op meerdere locaties in Groot-Brittannië en in de Leavesden Film Studios in Hertfordshire. Nadat de opnamen in de zomer van 2002 afgerond werden werd daarna verdergegaan met het toevoegen van visuele effecten en de montage. Omdat de productie van deze tweede film zeer snel verliep en ongeveer een jaar na de première van de eerste film werd uitgebracht werd er onder de fans gespeculeerd dat de films jaarlijks zouden uitkomen. Dat dit niet het plan van de producent was bleek wel toen de derde film ruim anderhalf jaar daarna werd uitgebracht.
Al tijdens de productie werd aangegeven dat dit voorlopig de laatste Harry Potterfilm zal zijn van regisseur Chris Columbus. Columbus heeft echter wel interesse getoond in de regie van de zesde en zevende + achtste film, maar regisseerde die uiteindelijk niet.

### Muziek
De originele filmmuziek werd gecomponeerd door John Williams. Er werd ook een soundtrackalbum uitgebracht door Abbey Road Studios.

### Verschillen met het boek
Een paar van de kleinere verhaallijnen uit het boek zijn weggelaten uit de film, maar dat was noodzakelijk om tijd te besparen. Veel hiervan zijn echter alsnog verwerkt als extra scènes op de dvd-uitgave van de film. Bijvoorbeeld: op Halloween in Harry's tweede schooljaar, geeft Haast Onthoofde Henk een feestje in een van de ruimere kerkers, omdat hij dan precies 500 jaar dood is. Harry, Ron en Hermelien zijn ook uitgenodigd, en als ze de trap naar de kerkers aflopen, zien ze Haast Onthoofde Henk al bij een deuropening staan die was versierd met slingers van zwart fluweel.
Een aantal van de plotelementen die wel in de film zijn verwerkt zijn voor de film aangepast, zoals de scène waarin Harry en Ron met de auto naar de school vliegen. In het boek zien ze de Zweinstein Expres onder zich rijden. In de film belanden ze per ongeluk voor de trein, en valt Harry bijna uit de auto wanneer Ron snel opzij stuurt.
Een van de verschillen is het effect van de wisseldrank. In het boek zorgt de drank ervoor dat iemand echt geheel in een ander persoon verandert, inclusief diens stem en eventuele aandoeningen zoals slechte ogen. In de film veranderen Harry en Ron alleen qua uiterlijk in Korzel en Kwast, maar houden hun originele stemmen en in Harry’s geval zijn slechte gezichtsvermogen.
Een aantal personages is niet in de film verwerkt, zoals Foppe de Klopgeest.

## Prijzen en nominaties
Harry Potter en de Geheime Kamer werd in totaal genomineerd voor 39 prijzen, waarvan hij de volgende 9 won:
- De Kids' Vote bij de BAFTA Awards.
- De BMI Film Music Award
- De Critics Choice Award voor beste componist (John Williams)
- De Critics Choice Award voor beste familiefilm – live action.
- De Special Award van de Empire Awards.
- De ALFS Award voor British Supporting Actor of the Year (Kenneth Branagh)
- De Readers' Choice Award voor beste buitenlandstalige film.
- De PFCS Award voor beste live-action familiefilm
- De PFCS Award voor Best Performance by a Youth in a Leading or Supporting Role – Female (Emma Watson)

Al deze prijzen werden gewonnen in 2003.

## Trivia
- Alle vier de kinderen van regisseur Columbus hebben een rolletje in deze film. Eleanor Columbus speelt Suzanne Bonkel, Brendan Columbus speelt een jongetje dat te zien is in de studeerhal, Violet Columbus speelt het meisje met de bloemen, en Isabella Columbus speelt het kleine meisje in Klieder & Vlek.
- Radcliffe zou aanvankelijk een bedrag van 125.000 pond krijgen voor zijn rol, maar na onderhandelingen werd dat bedrag verhoogd tot twee miljoen pond (bijna drie miljoen euro).
- Shirley Henderson was 37 jaar toen ze in deze film de rol van Jammerende Jenny (Engels: Moaning Myrtle) speelde, een studente van Zweinstein. Ze is daarmee de oudste actrice die een student speelt.
- Veertien auto's van het merk en type Ford Anglia werden gesloopt tijdens het filmen van de scène waarin de auto de Beukwilg (Whomping Willow) invliegt.
- Harry Potter en de Geheime Kamer was de laatste Harry Potterfilm waarin Richard Harris de rol van Albus Perkamentus vertolkte. Dit komt omdat Richard Harris was overleden twee weken voor de release van deze film.
- Na de transformatie met de Wisseldrank klinken Harry en Ron nog als zichzelf. Dit is geen re-dub. De acteurs van Korzel en Kwast imiteerden zelf de stemmen van Daniel Radcliffe en Rupert Grint.